# ريوسوكي أوغاتا
ريوسوكي أوغاتا (باليابانية: 緒方凌介؛ بالكانا: おがた りょうすけ) هو لاعب كرة قاعدة ياباني، ولد في 25 أغسطس 1990 في سومييوشي-كو في اليابان.

## وصلات خارجية
- ريوسوكي أوغاتا على موقع الدوري الياباني لكرة القاعدة (الإنجليزية)
- ريوسوكي أوغاتا على موقعبيزبول رفرنس.كوم (الدوري الثانوي) (الإنجليزية)